# 崔洋一
崔 洋一（さい よういち、朝: 최양일、男性、1949年〈昭和24年〉7月6日 - 2022年〈令和4年〉11月27日）は、日本の映画監督、脚本家、俳優。在日韓国人2世。
日本映画監督協会理事長、宝塚大学教授、株式会社ネクステップ顧問、スカパーJSATグループ番組審議会委員、民間放送教育協会理事を歴任。

## 来歴・人物
長野県佐久市生まれ。父は在日朝鮮人、母は日本人のハーフ。
1968年（昭和43年）、東京朝鮮中高級学校高級部を卒業。東京綜合写真専門学校中退。写真学校在学中の20歳のころ、主に近代映画協会で撮影助手の仕事をしていた先輩に勧められ、近代映画協会とは関係のない今井正監督の『婉という女』（ほるぷ映画製作・東宝配給）の現場に就く。その先輩はいずれ朝鮮人でスタッフを固めて映画を作りたいという目論見があり、当時朝鮮人のいなかった照明助手を務め、映画の現場に入る。『婉という女』は90％セット撮影で現場に2ヵ月就き、映画の面白さと同時に非民主的な縦社会の映画の現場を知り、「監督にならなければ話にならない」と悟る。小道具、美術助手、進行など現場スタッフを経た後、当時、労働争議が盛んだった東映東京撮影所が人気テレビドラマ『キイハンター』を外注に出さざるを得なくなり、同番組で助監督デビューした。以降、主に東映作品を中心に、すぐにチーフ助監督に昇格し、9年間、約100人の監督の許で助監督を務める。この間、伊藤俊也や梶間俊一らを中心とした東映大泉の労働運動「東契労」「東制労」を支持した（契約社員は労働運動に参加できない）。その後、1976年（昭和51年）の『愛のコリーダ』（監督大島渚、主演藤竜也）、1978年（昭和53年）の『最も危険な遊戯』（監督村川透、主演松田優作）のチーフ助監督などを務めた。崔は100人近い監督に就いていたことから、作風に影響を受けた師匠と呼べる人物はいないものの、大島渚、若松孝二、荒井晴彦、澤田幸弘には映画に対する考え方で影響を受けた可能性について言及している。
1981年（昭和56年）、テレビドラマ『プロハンター』（主演草刈正雄、藤竜也）で監督デビュー。同作のプロデューサーであった日本テレビの山口剛、セントラルアーツの黒澤満のプロデュースのもと、「火曜サスペンス劇場」を2作撮り、満を持して1983年（昭和58年）、『十階のモスキート』（主演内田裕也）でスクリーンに本格的にデビューする。同作はヴェネツィア国際映画祭にも出品され、1984年（昭和59年）、毎日映画コンクールスポニチグランプリ新人賞を受賞した。
1993年（平成5年）、日本衛星放送（現WOWOW）のプロデューサー仙頭武則が立ち上げた「J・MOVIE・WARS」シリーズでのテレビ映画『J・MOVIE・WARS 月はどっちに出ている』（主演石橋凌）にひきつづき、シネカノンの李鳳宇のプロデュースのもとに手がけた『月はどっちに出ている』（主演岸谷五朗）で報知映画賞、ブルーリボン賞、毎日映画コンクール、第17回日本アカデミー賞では優秀監督賞、優秀脚本賞を受賞した。
1994年（平成6年）、朝鮮籍から韓国籍に変更した。李鳳宇と共に韓国を初訪問。1996年（平成8年）には文化庁新進芸術家在外研修員として単身韓国の延世大学に留学、同国の映画人たちとの交流をはかる。
1999年（平成11年）、映画『豚の報い』（主演小澤征悦）で第52回ロカルノ国際映画祭金豹賞にノミネートされ、ドンキホーテ賞（国際シネクラブ賞）を受賞した。また自作のWOWOW版『月はどっちに出ている』に「タクシー会社の課長」役で出演以来、俳優としての活動も頻繁になり、ついに同年、俳優として『御法度』（監督大島渚）に近藤勇役で出演、翌2000年（平成12年）の第53回カンヌ国際映画祭の地を大島監督、ビートたけし、松田龍平とともに踏んだ。
2004年（平成16年）、初の外国人の理事長として日本映画監督協会第8代理事長に就任。2005年（平成17年）、ビートたけし主演の映画『血と骨』（2004年）で第28回日本アカデミー賞最優秀監督賞、最優秀脚本賞を受賞。また同年、かつてTBSテレビの「男と女のミステリー」で手がけた大沢在昌原作の『探偵冴木涼介 十番街の殺人』（主演山﨑努、1989年）以来、ひさびさに「アルバイト探偵シリーズ」（『帰ってきたアルバイト探偵』）を原作に、WOWOWの「ドラマW」で『アルバイト探偵(アイ) 100万人の標的』（主演椎名桔平）を演出した。2006年（平成18年）、初の韓国資本の映画『ス SOO』（主演チ・ジニ）の撮影を開始し、2007年（平成19年）3月22日韓国国内で公開、同年ドイツの「ミュンヘン・アジアフィルムフェスト」で上映された。2008年1月25日にはドイツで早くもDVDが発売され、2008年（平成20年）夏、日本でも公開されDVD発売された。2007年4月、宝塚造形芸術大学（現: 宝塚大学）教授に就任。同年秋、白土三平原作、宮藤官九郎脚本、松山ケンイチ主演による映画『カムイ外伝』の撮影を開始、2009年（平成21年）9月19日公開された。
2019年に膀胱がんが判明し、2020年4月に16時間に及ぶ全摘摘出を受けたが、その後2021年春に肺、右の腎臓、リンパ節などに転移していることが判明。抗がん剤治療を続けてきた。2022年1月にがんで闘病している事を公表した。2022年4月にテアトル新宿で自身が再編集した『松田優作・メモリアル・ライブ』『優作について私が知っている二、三の事柄』の上映と連動させたトークイベント「ラスト・ショー」を7日間にわたって開催した。この映画が崔自身の遺作となった。同年11月27日1時、膀胱がんのため、東京都内の自宅で死去した。73歳没。

## 思想
- ドキュメンタリー映画『ザ・コーヴ』に上映中止運動が起こった際には、他のジャーナリストや文化人とともに「表現の自由を守れ」と上映中止に反対する声明を発表した[11][12]。
- 2010年8月14日放送のNHKの討論番組『日本の、これから』にパネリストとして出演した。この時、日本と韓国の歴史認識の違いについて討論。参加者の一人（古谷経衡）が「当時の日本人は韓国人が憎くて併合したわけではない。当時、世界は帝国主義列強の時代であり、植民地支配はあたり前だった。日本が韓国を併合したことはやむを得なかった」という趣旨の発言に対し、崔は「36年間にわたる植民地支配がそれによって肯定されるという考え方の人は、基本的に歴史を語る資格がない」と発言した。これに対し、京都大学准教授の小倉紀蔵は、「歴史というのは、どんな考え方もあり得る。どんな考え方を持ってもいい。それが間違った事実にもとづいて、自分の歴史観を構築したら、それは正していかなければならないけれども『歴史を語る資格はない』という言い方は、間違っていると思う」「歴史問題というのは、権力者があなたの考えは完全に間違い、と言論封鎖してはいけない」と崔の発言を正す場面が見られた[13]。

## エピソード
スタッフへの暴力行為を頻繁に行い、それを「武勇伝」として自ら語ることも多かった。本人の証言によれば沖縄でのロケ時、スタッフルームにあった地図に赤いマークが多数貼られ、スタッフがクスクス笑っていたのでこれは何かと問い詰めたところ、それは崔が怒って誰かを殴った場所だった、という。
また、米軍基地前で撮影中、警察から道路使用許可を見せるよう求められたものの、担当は別の場所にいてスムーズに許可証を渡せなかった。その際「てめえ、この野郎、出せって言ったら出せ！」と若いスタッフを殴り続け、見かねて許可証を求めた機動隊の中隊長が「監督さん、それ以上やると現行犯逮捕します」と警告したという。
角川書店の社長だった角川春樹とは松田優作を通じて知り合い、角川のボディガードとして飲み歩いたという。角川は製作者として崔と4本の映画を作り、崔自身は、映画製作者だった角川を「急進的冒険主義的プロデューサー」と生前に語っていた。

## フィルモグラフィ

### 監督 - 映画
- 1983年 『十階のモスキート』（ニュー・センチュリー・プロデューサーズ）
- 1983年 『性的犯罪』（にっかつ）
- 1984年 『いつか誰かが殺される』（東映、角川春樹事務所）
- 1985年 『友よ、静かに瞑れ』（角川春樹事務所）
- 1987年 『黒いドレスの女』（角川春樹事務所）
- 1988年 『花のあすか組!』（角川春樹事務所）
- 1989年 『Aサインデイズ』（大映）
- 1991年 『襲撃 BURNING DOG』（東映ビデオ）
- 1993年 『J・MOVIE・WARS 月はどっちに出ている』（日本衛星放送、ヒルヴィラ、東映）
- 1993年 『月はどっちに出ている』（シネカノン）
- 1995年 『平成無責任一家 東京デラックス』（アミューズ、シネカノン、テレビ東京）
- 1995年 『マークスの山』（松竹、アミューズ、丸紅）
- 1998年 『犬、走る。DOG RACE』（東映ビデオ）
- 1999年 『豚の報い』（サンセントシネマワークス）
- 2002年 『刑務所の中』（ビーワイルド、衛星劇場）
- 2004年 『クイール』（松竹、テレビ東京、テレビ大阪、衛星劇場ほか）
- 2004年 『血と骨』（「血と骨」製作委員会）
- 2007年 『ス SOO』（原題『수』、製作TrizCLUB）※初の韓国映画
- 2009年 『カムイ外伝』（配給:松竹、製作プロダクション:ビーワイルド[6]）

### 監督 - テレビドラマ
1980年代
- 1981年 『プロハンター』（テレビ映画、セントラルアーツ・日本テレビ）
  - 第15話 『狙われた罠』
  - 第16話 『悪い女』
  - 第25話 『ロング・グッドバイ』（最終回）
- 1982年 火曜サスペンス劇場『孤独な狩人』（テレビ映画、セントラルアーツ・日本テレビ）
- 1983年 火曜サスペンス劇場『恐怖』（テレビ映画、セントラルアーツ・日本テレビ）
- 1983年 土曜ワイド劇場『松本清張の断線』（テレビ映画、東映・テレビ朝日）
- 1985年 『特命刑事ザ・コップ』（テレビ映画、テレキャスト・朝日放送）
  - 第5話 『死刑の街に罠をはれ!』
  - 第6話 『たの死い旅をとめろ!』
- 1986年 水曜ドラマスペシャル『亜樹子・哀しみ色の罠』（テレビ映画、テレパック・TBS）
- 1986年 水曜ドラマスペシャル『恋物語』（テレビ映画、角川春樹事務所・TBS）
- 1987年 火曜サスペンス劇場『あなたに似た人』（テレビ映画、ヴァンフィル・日本テレビ）
- 1988年 乱歩賞作家サスペンス『罠の中の七面鳥』（テレビ映画、東映・関西テレビ）
- 1989年 男と女のミステリー『探偵冴木涼介 十番街の殺人』（テレビ映画、フジテレビ）

1990年代
- 1990年 水曜グランドロマン『最後の結婚詐欺』（テレビ映画、ギャラクシー・ワン・日本テレビ）
- 1991年 水曜グランドロマン『他人にいえない職業の男』（テレビ映画、ギャラクシーワン・日本テレビ）

2000年代
- 2005年 ドラマW『アルバイト探偵(アイ) 100万人の標的』（テレビ映画、ビーワイルド・WOWOW）
- 2009年 『貴族の夫婦喧嘩』（テレビ朝日『芸能人格付けチェック!2009』）

### 助監督
- 1973年 『風雲ライオン丸』（ピー・プロダクション、フジテレビ）[注釈 1]
- 1974年 『乱れ雲』（テレビ映画、東京映画・フジテレビ）
- 1975年 ブラザー劇場『刑事くん』（第3部、テレビ映画、東映・TBS）
- 1975年 『新宿警察』（テレビ映画、東映・フジテレビ）
- 1975年 『告発 在日韓国人政治犯レポート』監督岡本愛彦（統一社プロ）
- 1976年 『愛のコリーダ』監督大島渚（大島渚プロダクション、アルゴス・フィルム）
- 1977年 『北村透谷 わが冬の歌』監督山口清一郎（三映社、ATG）
- 1978年 『皮ジャン反抗族』監督長谷部安春（東映セントラルフィルム、東映芸能ビデオ）
- 1978年 『最も危険な遊戯』監督村川透（東映セントラルフィルム）
- 1978年 『殺人遊戯』監督村川透（東映セントラルフィルム）
- 1979年 『俺達に墓はない』監督澤田幸弘（東映セントラルフィルム）
- 1979年 『さらば映画の友よ インディアンサマー』監督原田眞人（キティ・フィルム・コーポレーション）
- 1979年 『探偵物語』（テレビ映画、東映芸能ビデオ・日本テレビ）
- 1980年 『戒厳令の夜』監督山下耕作（白夜プロダクション）
- 1980年 『不良少年』監督後藤幸一（東映）

### 出演
- 1999年 『御法度』脚本・監督 大島渚（松竹、角川書店）近藤勇役

## 舞台演出
- 2004年『崔版 女殺油地獄』（シアターアプル）

## 著作

### ビブリオグラフィ
- 『月はどっちに出ている - 崔洋一の世界』（鄭義信・木村立哉らと共著、日本テレビ出版部、1993年 ISBN 4820394169）
- 『東京デラックス - 平成無責任一家』（鄭義信と共著、扶桑社、1994年 ISBN 459401609X）
- 『映画「血と骨」の世界』（梁石日、鄭義信と共著、新幹社、2004年 ISBN 4884000420）

### 自伝
- 『映画監督 崔洋一』野村正昭、樋口尚文、石飛徳樹編集 DU BOOKS 、2024年 ISBN 978-4-86647-208-9

## 出演番組
- 情報ライブ ミヤネ屋（読売テレビ、月曜日）
- 午後は○○おもいッきりテレビ（日本テレビ、不定期）

ほか多数